# Лебедєв Сергій Елефертович
Сергій Елефертович Лебедєв (узб. Sergey Elefertovich Lebedev/Сергей Элефертович Лебедев, 31 січня 1969, Фергана) — радянський та узбецький футболіст, що грав на позиції нападника та півзахисника. По завершенні ігрової кар'єри — футбольний тренер. Відомий насамперед виступами за футбольний клуб «Нефтчі» (Фергана), у складі якого став чотириразовим переможцем першості країни, а також за виступами у національній збірній Узбекистану, у складі якої став переможцем Азійських ігор 1994 року.

## Клубна кар'єра
Сергій Лебедєв народився в місті Фергана, а розпочав виступи на футбольних полях у командах майстрів у команді другої ліги СРСР «Турбіна» з міста Брежнєв у 1985 році. З 1988 року він протягом двох років поперемінно грав у клубах другої ліги «Динамо» (Кіров) та «Нафтовик» (Фергана). У 1990 році остаточно став гравцем ферганської команди, з якою в цьому році виграє турнір буферної зони другої ліги, та наступного року грає в її складі в першій лізі СРСР. Після розпаду СРСР та проголошення незалежності Узбекистану Лебедєв грає у складі ферганської команди вже у вищому дивізіоні Узбекистану, за час виступів стає чотириразовим чемпіоном країни, а в 1994 році разом з командою став володарем Кубку Узбекистану. У 1999 році Сергій Лебедєв нетривалий час грає за російський клуб «Шинник», після чого повертається до Узбекистану, де в 2000—2001 роках грає за клуб «Насаф». У 2002 році знову повертається до ферганського «Нефтчі». У 2004 році протягом року грав за джиззацький клуб «Согдіана», а в 2005 протягом року за клуб «Металург» з Бекабада. Завершив виступи на футбольних полях у складі ферганського «Нефтчі» у 2006 році.

## Виступи за збірну
У 1994 році Сергія Лебедєва включили до складу збірної для участі у Азійських іграх 1994 року в Японії. Хоча АФК цього року вирішила, що у складі збірних мають бути гравці лише віком до 23 років, проте практично всі команди приїхали на цей турнір у найсильніших складах. Дебютував Лебедєв у збірній на Азійських іграх у грі зі збірною Саудівської Аравії, та відзначився в цій грі забитим м'ячем. Відзначився Сергій Лебедєв забитим м'ячем і у фінальному матчі зі збірною Китаю, допомігши збірній стати переможцем турніру. Пізніше у складі збірної брав участь у двох Кубках Азії — в 1996 і 2000 роках, проте на них узбецька збірна вже не досягала таких успіхів. Завершив виступи у збірній у 2000 році. Усього в складі збірної зіграв у 33 матчах, у яких відзначився 10 забитими м'ячами.

## Тренерська кар'єра
Після кількарічної перерви по закінченні кар'єри гравця Сергій Лебедєв розпочав тренерську кар'єру. Після 2010 року він увійшов до тренерського штабу свого колишнього клубу «Нефтчі» (Фергана), де продовжує працювати натепер. У 2020 році нетривалий час був виконуючим обов'язки головного тренера «Нефтчі».

## Нагороди
У 1994 році після перемоги у складі команди на Азійських іграх Сергій Лебедєв разом із іншими переможцями ігор та їх тренерами був нагороджений державною нагородою Республіки Узбекистан — медаллю «Шухрат».

## Факти
У 1997 році Сергій Лебедєв став єдиним футболістом з пострадянського простору, який зіграв за збірну світу у матчі, присвяченому поверненням Гонконгу під суверенітет КНР, поряд з такими футболістами, як Роберто Карлос, Джордж Веа, Луїс Енріке, та низка інших відомих футболістів.

## Титули і досягнення
«Нефтчі» (Фергана)
- Чемпіон Узбекистану: 1992, 1993, 1994, 1995
- Володар Кубку Узбекистану: 1994, 1996

Збірна Узбекистану
- Азійські ігри:

- : 1994